# Ivan Prezejl

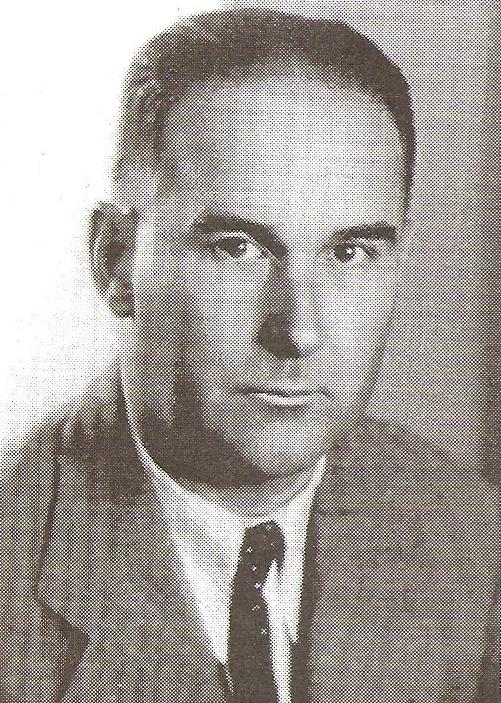
Ivan Prezelj

Ivan Prezelj, ps. „Areta”, „pułkownik Lesar”, „Andrej” (ur. 29 sierpnia 1895 w m. Nova vas, zm. 22 kwietnia 1973 w Cleveland) – jugosłowiański wojskowy, przywódca słoweńskich czetników podczas II wojny światowej, dowódca Słoweńskiej Armii Narodowej.
Uczestniczył w I wojnie światowej na froncie włoskim jako porucznik rezerwy armii austro-węgierskiej. W 1919 r. walczył pod dowództwem gen. Rudolfa Maistera-Vojanova z Niemcami w Karyntii. Następnie służył w armii jugosłowiańskiej. Ukończył akademię wojskową. Został attaché wojskowym w Grecji. Podczas ataku wojsk niemieckich na Jugosławię w kwietniu 1941 r. pełnił funkcję naczelnika w sztabie generalnym armii jugosłowiańskiej.
Po zajęciu kraju przez wojska Osi został internowany przez Włochów. Po wyjściu na wolność w 1942 r., został zastępcą dowódcy słoweńskich czetników mjr. Karla Novaka. W 1944 r. w stopniu generała stanął na czele Królewskich Wojsk Jugosłowiańskich w Ojczyźnie w Słowenii, podporządkowanych płk. Dragoljubowi Mihailoviciowi.
W kwietniu 1945 r. został dowódcą nowo tworzonej Słoweńskiej Armii Narodowej. W maju tego roku, po wycofaniu się do Włoch, poddał się Brytyjczykom. Stamtąd do 1949 r. urządzał wyprawy zbrojne przeciwko komunistycznej Jugosławii. Następnie wyemigrował do USA, gdzie pracował w redakcji czasopisma „Ameriška domovina”.